# Cheilolejeunea compacta
Cheilolejeunea compacta är en bladmossart som först beskrevs av Carl Moritz Gottsche och Franz Stephani, och fick sitt nu gällande namn av M.E.Reiner. Cheilolejeunea compacta ingår i släktet Cheilolejeunea och familjen Lejeuneaceae. Inga underarter finns listade i Catalogue of Life.